# Európai Filmdíjak 1999
A 12. Európai Filmdíj-átadó ünnepséget (12th European Film Awards), amelyen az előző évben hivatalosan bemutatott, az Európai Filmakadémia (EFA) több mint 1500 tagjának szavazata alapján legjobbnak ítélt európai filmeket, illetve alkotóikat részesítették elismerésben, 1999. december 4-én tartották meg a berlini Schiller Színházban. Az ünnepség két ceremóniamestere Mel Smith brit színész-rendező, valamint Carole Bouquet francia színésznő volt.
Az előző évhez viszonyítva 1999-ben a díjazásban nem történt változás, maradt a korábbi tizenöt díjkategória.
Az előzetes válogatásban 31 alkotás szerepelt, amelyet az EFA elnöksége kiegészített egy Kanadában, a Torontói Nemzetközi Filmfesztiválon szeptember 13-án világpremierrel bemutatott, Európában még nem láthatott alkotással, Szabó István magyar-osztrák-német-kanadai koprodukcióban készült, s egy magyar család három nemzedékének történetét feldolgozó filmdrámájával.
A legtöbb jelölést – négyet – a magyar filmdrámája kapta, melyből csupán a legjobb európai film kategóriában előzte meg a spanyol Pedro Almodóvar drámája, a Mindent anyámról, a másik hármat elnyerte: a film rendezője lett az amerikai Israel Horovitz-cal együtt a legjobb forgatókönyvíró, Koltai Lajos a legjobb operatőr és a film főszereplője, Ralph Fiennes vehette át alakításáért a legjobb európai színész díjat. Három jelöléséből nem kapott elismerést Tim Roth Hadszíntér című alkotása, míg a Mindent anyámról elnyerte másik jelölését is, így Cecilia Roth lett a legjobb színésznő, sőt a közönség szavazata alapján Pedro Almodóvar vehette át a legjobb rendezőnek járó díjat is. A nagyközönség ugyancsak nagyra értékelte a Catherine Zeta-Jones – Sean Connery párost; ők kapták meg a legjobb előadói díjakat a Briliáns csapda főszerepeiben nyújtott alakításaikért. Életműdíjat vehetett át az olasz filmzeneszerző, Ennio Morricone, míg az év folyamán a világ filmművészetéhez a legjobb európai teljesítményért Antonio Banderas spanyol színész, valamint Roman Polański francia-lengyel filmrendező vehetett át elismerést.

## Válogatás
1. 23 – rendező: Hans-Christian Schmid
2. A carta – rendező: Manoel de Oliveira
3. Adieu, plancher des vaches! (Agyő, édes otthon!) – rendező: Otar Ioszeliani
4. An Ideal Husband (Az eszményi férj) – rendező: Oliver Parker
5. Apo tin akri tis polis (A város peremén) – rendező: Constantine Gianaris
6. Bare skyer beveger stjernene – rendező: Torun Lian
7. Ça commence aujourd’hui (Válságállapot) – rendező: Betrand Tavernier
8. Deny polnolunija (День полнолуния) (A telihold napja) – rendező: Karen Sahnazarov
9. East Is East (A Kelet az Kelet) – rendező: Damien O’Donnell
10. El milagro de P. Tinto (P. Tinto csodája) – rendező: Javier Fesser
11. Fucking Åmål (Redvás Åmål) – rendező: Lukas Moodysson
12. Fuori dal mondo (Minden gyermek megváltó) – rendező: Giuseppe Piccioni
13. Günese yolculuk (Utazás a Napba) – rendező: Yeşim Ustaoğlu
14. Juha – rendező: Aki Kaurismäki
15. La niña de tus ojos (Álomlány) – rendező: Fernando Trueba
16. Le petit voleur (A kis tolvaj) – rendező: Erick Zonca
17. Le temps retrouvé (A megtalált idő) – rendező: Raúl Ruiz
18. L‘humanité (Emberiség) – rendező: Bruno Dumont
19. Mifunes sidste sang (Mifune utolsó dala) – rendező: Søren Kragh-Jacobsen
20. Moloh (Молох) – rendező: Alekszandr Szokurov
21. Nachtgestalten (Éji mese) – rendező: Andreas Dresen
22. Navrat idiota (A félkegyelmű visszatér) – rendező: Saša Gedeon
23. Notting Hill (Sztárom a párom) – rendező: Roger Michell
24. Ratcatcher (Patkányfogó) – rendező: Lynne Ramsay
25. Romance (Románc) – rendező: Catherine Breillat
26. Rosetta – rendező: Luc és Jean-Pierre Dardenne
27. St. Pauli Nacht (Éjszaka St. Pauliban) – rendező: Sönke Wortmann
28. The War Zone (Hadszíntér) – rendező: Tim Roth
29. Todo sobre mi madre (Mindent anyámról) – rendező: Pedro Almodóvar
30. Train de vie (Életvonat) – rendező: Radu Mihaileanu
31. Waking Ned – rendező: Kirk Jones

## Díjazottak és jelöltek
| „Díjazott” – szürkéskék háttérrel   |
| „Jelölt” – világos szürke háttérrel |

### Legjobb európai film
| Magyar címe        | Eredeti címe        | Rendező                     | Ország                                         |
| ------------------ | ------------------- | --------------------------- | ---------------------------------------------- |
| Mindent anyámról   | Todo sobre mi madre | Pedro Almodóvar             | Spanyolország                                  |
| A napfény íze      | A napfény íze       | Szabó István                | Magyarország · Ausztria · Németország · Kanada |
| Hadszíntér         | The War Zone        | Tim Roth                    | Egyesült Királyság                             |
| Mifune utolsó dala | Mifunes sidste sang | Soren Kragh-Jacobsen        | Dánia                                          |
| Moloch             | Молох               | Alekszandr Szokurov         | Oroszország                                    |
| Redvás Åmål        | Fucking Åmål        | Lukas Moodysson             | Svédország                                     |
| Rosetta            | Rosetta             | Jean-Pierre és Luc Dardenne | Belgium                                        |
| Sztárom a párom    | Notting Hill        | Roger Michell               | Egyesült Királyság                             |

### Az év európai felfedezettje – Fassbinder-díj
| Magyar címe           | Eredeti címe | Rendező  | Ország                           |
| --------------------- | ------------ | -------- | -------------------------------- |
| Hadszíntér            | The War Zone | Tim Roth | Egyesült Királyság · Olaszország |
| Több jelölt nem volt. |              |          |                                  |

### Legjobb európai dokumentumfilm – Arte díj
| Magyar címe                       | Eredeti címe                       | Rendező             | Ország        |
| --------------------------------- | ---------------------------------- | ------------------- | ------------- |
| Buena Vista Social Club           | Buena Vista Social Club            | Wim Wenders         | Németország   |
| Zwilling úr és Zuckermann asszony | Herr Zwilling und Frau Zuckermann  | Volker Koepp        | Németország   |
| –––                               | La chaconne d’Auschwitz            | Michel Daeron       | Franciaország |
| –––                               | La commission de la vérité         | André van In        | Belgium       |
| Legkedvesebb ellenségem           | Mein Liebster Feind – Klaus Kinski | Werner Herzog       | Németország   |
| –––                               | Mobutu, roi du Zaire               | Thierry Michel      | Belgium       |
| Pripjaty                          | Pripyat                            | Nikolaus Geyrhalter | Ausztria      |

### Legjobb európai színésznő
| Nyertesek és jelöltek | Magyar címe        | Eredeti címe               |
| --------------------- | ------------------ | -------------------------- |
| Cecilia Roth          | Mindent anyámról   | Todo sobre mi madre        |
| Nathalie Baye         | Pornográf viszony  | Une liaison pornographique |
| Penélope Cruz         | –––                | La niña de tus ojos        |
| Emilie Dequenne       | Rosetta            | Rosetta                    |
| Iben Hjejle           | Mifune utolsó dala | Mifunes sidste sang        |

### Legjobb európai színész
| Nyertesek és jelöltek | Magyar címe                   | Eredeti címe            |
| --------------------- | ----------------------------- | ----------------------- |
| Ralph Fiennes         | A napfény íze                 | A napfény íze           |
| Anders W. Berthelsen  | Mifune utolsó dala            | Mifunes sidste sang     |
| Rupert Everett        | Az eszményi férj              | An Ideal Husband        |
| Götz George           | Mengele – Az igazság nyomában | Nichts als die Wahrheit |
| Philippe Torreton     | Válságállapot                 | Ça commence aujourd'hui |
| Ray Winstone          | Hadszíntér                    | The War Zone            |

### Legjobb forgatókönyvíró
| Nyertesek és jelöltek        | Magyar címe             | Eredeti címe  |
| ---------------------------- | ----------------------- | ------------- |
| Szabó István Israel Horovitz | A napfény íze           | A napfény íze |
| Sasa Gedeon                  | A félkegyelmű visszatér | Návrat idiota |
| Ayub Khan-Din                | A kelet az kelet        | East is East  |

### Legjobb európai operatőr
| Nyertesek és jelöltek                | Magyar címe                       | Eredeti címe                         |
| ------------------------------------ | --------------------------------- | ------------------------------------ |
| Koltai Lajos                         | A napfény íze                     | A napfény íze                        |
| Koltai Lajos                         | Az óceánjáró zongorista legendája | La leggenda del pianista sull'oceano |
| Yves Cape                            | Emberiség                         | L'humanité                           |
| Alekszej Fjodorov Anatolij Rogyionov | –––                               | Moloch (Молох)                       |
| Jacek Petrycki                       | Utazás a Napba                    | Günese Yolculuk                      |

### Legjobb európai teljesítmény a világ filmművészetében
| Díjazott         | Foglalkozás                     | Ország                        |
| ---------------- | ------------------------------- | ----------------------------- |
| Antonio Banderas | színész (A 13. harcos)          | Spanyolország                 |
| Roman Polański   | filmrendező (A kilencedik kapu) | Franciaország / Lengyelország |

### Az Európai Filmakadémia életműdíja
| Díjazott        | Foglalkozás    | Ország      |
| --------------- | -------------- | ----------- |
| Ennio Morricone | filmzeneszerző | Olaszország |

### Európai Filmakadémia kritikusainak díja – FIPRESCI-díj
| Magyar címe        | Eredeti címe               | Rendező         | Ország                              |
| ------------------ | -------------------------- | --------------- | ----------------------------------- |
| Agyő, édes otthon! | Adieu plancher des vaches! | Otar Ioszeliani | Franciaország · Svájc · Olaszország |

### Európai Filmakadémia legjobb nem európai filmje – Screen International díj
| Magyar címe                       | Eredeti címe                                  | Rendező                    | Ország                                                         |
| --------------------------------- | --------------------------------------------- | -------------------------- | -------------------------------------------------------------- |
| Straight Story – Az igaz történet | The Straight Story                            | David Lynch                | Franciaország · Egyesült Királyság · Amerikai Egyesült Államok |
| Amerikai szépség                  | American Beauty                               | Sam Mendes                 | Amerikai Egyesült Államok                                      |
| A fiúk nem sírnak                 | Boys Don't Cry                                | Kimberly Peirce            | Amerikai Egyesült Államok                                      |
| Teljes a létszám                  | Ji ko to pu neng sao (Yi ge dou bu neng shao) | Csang Ji-mou (Zhang Yimou) | Kína                                                           |
| Isteni játék                      | Phörpa                                        | Khyentse Norbu             | Bhután · Ausztrália                                            |

### Európai Filmakadémia közönségdíja – legjobb rendező
| Nyertesek és jelöltek | Magyar címe      | Eredeti címe        |
| --------------------- | ---------------- | ------------------- |
| Pedro Almodóvar       | Mindent anyámról | Todo sobre mi madre |

### Európai Filmakadémia közönségdíja – legjobb színésznő
| Nyertesek és jelöltek | Magyar címe     | Eredeti címe |
| --------------------- | --------------- | ------------ |
| Catherine Zeta-Jones  | Briliáns csapda | Entrapment   |

### Európai Filmakadémia közönségdíja – legjobb színész
| Nyertesek és jelöltek | Magyar címe     | Eredeti címe |
| --------------------- | --------------- | ------------ |
| Sean Connery          | Briliáns csapda | Entrapment   |

### Legjobb európai rövidfilm
| Címe                     | Rendező          | Ország      | Jelölő fesztivál |
| ------------------------ | ---------------- | ----------- | ---------------- |
| Benvenuto a San Salvario | Enrico Verra     | Olaszország |                  |
| La différence            | Rita King        | Svájc       |                  |
| Senhor Jerónimo          | Inês de Medeiros | Portugália  |                  |
| Vacancy                  | Matthias Müller  | Németország |                  |
| Wanted                   | Milla Moilanen   | Finnország  |                  |